# Labena osai
Labena osai är en stekelart som beskrevs av Ian D. Gauld 2000. Labena osai ingår i släktet Labena och familjen brokparasitsteklar. Inga underarter finns listade i Catalogue of Life.